# 尼古拉·米克盧霍-馬克萊
尼古拉·尼古拉耶维奇·米克卢霍-马克莱（1846年7月17日—1888年4月14日），俄罗斯帝国烏克蘭裔探險家。他是一名民族學家、人類學家和生物學家，是最早在「從未見過歐洲人」的新幾內亞土著人中定居並對其進行研究的科學家之一。
米克卢霍-马克莱一生的大部分時間都在旅行，並在中東、澳大利亚、新幾內亞島、美拉尼西亞和玻里尼西亞進行科學研究。澳大利亚成了他的祖國，悉尼成了他的故鄉。
他成為十九世紀澳洲科學界的傑出人物，並參與了澳洲和新幾內亞歷史上的重大議題。米克卢霍-马克莱在給澳洲報紙的信中表示，他反對在澳洲、新喀里多尼亞和太平洋地區的勞工和奴隸貿易（黑鳥貿易），反對英國和德國在新幾內亞的殖民擴張。在澳洲期間，他在南半球建立了第一個生物研究站，當選為新南威爾斯林奈學會會員，在建立澳大拉西亞生物協會方面發揮重要作用，住在澳大利亞精英俱樂部，成為著名業餘科學家和政治人物威廉·約翰·麥克萊爵士的親密朋友，並與新南威爾士州長约翰·罗伯逊的独女瑪格麗特-艾瑪·羅伯遜結婚。他的三個孫子都為澳洲的公共生活做出貢獻。
米克卢霍-马克莱是查爾斯·達爾文最早的追隨者之一，今天人們還記得他是一位學者，他根據自己的比較解剖學研究，是最早駁斥人類不同種族屬於不同物種這一普遍觀點的人類學家之一。